# Bonifacio (vescovo di Parenzo)
Bonifacio (1223 circa – 1305/06) è stato un vescovo cattolico italiano.

## Biografia
Già canonico della cattedrale di Parenzo, venne nominato vescovo della stessa città tra la fine del 1282 e l'inizio del 1283.
In quel periodo Parenzo - e tutta l'Istria in generale - stava attraversando un momento assai teso. Il vescovo era in aperto scontro con il Comune su questioni di potere temporale, mentre il patriarca di Aquileia, signore feudale dell'Istria, doveva far fronte alle mire espansionistiche della Repubblica di Venezia e del conte di Gorizia. Poco prima della sua elezione, la città si era spontaneamente sottomessa alla Serenissima in contrapposizione alla nemica Capodistria che era invece alleata con Gorizia; Ottone, predecessore di Bonifacio, aveva in risposta scomunicato la città e il podestà veneziano Marco Michiel (24 agosto 1270).
Bonifacio proseguì questa politica, ma la reazione veneziana non si fece attendere. Così, mentre il vescovo era momentaneamente fuori città, il podestà Giovanni Soranzo convinse la popolazione a saccheggiare le proprietà del prelato e dei suoi alleati e indusse il rettore di Rovigno, dove si trovava, ad espellerlo dalla città in quanto nemico del doge. Bonifacio allora si recò a Venezia e il 29 novembre 1283 denunciò pubblicamente le persecuzioni subite da lui e dal suo clero.
Nel frattempo Venezia e Aquielia erano arrivati alle armi. Bonifacio, sostenitore dei patriarchi, ebbe il permesso di lasciare la laguna solo chiedendo il consenso al podestà di Parenzo, riconoscendone l'autorità. Il vescovo non volle scendere a compromessi; anzi, il 20 gennaio 1284 scomunicava il Soranzo e lanciava l'interdetto sulla città.
Dopo la fine del conflitto, avvenuta l'8 marzo 1285, Bonifacio doveva essere tornato nella sua sede, infatti il 16 dicembre di quell'anno il capitolo lo autorizzava a contrarre un mutuo per rimpinguare le casse diocesane, compromesse dalla mancata riscossione delle rendite. Nello stesso periodo iniziarono gli attriti con il patriarca di Aquileia Raimondo della Torre il quale, dopo la pace con Venezia, aveva ottenuto la supremazia su Parenzo, Rovigno e Montona. Nel 1291 Bonifacio riuscì ad ottenere la conferma dei suoi possedimenti dall'imperatore Rodolfo I d'Asburgo; ma nello stesso anno interveniva il Soranzo che dichiarava proprietari dei beni quei cittadini che ne avevano goduto negli ultimi sette anni.
Si riapriva quindi anche la lotta con la Serenissima. Nel 1296 essa raggiunse l'apice: Bonifacio respinse l'invito del doge di recarsi a Venezia e il 14 settembre, come conseguenza, il Soranzo e i Parenzani attaccarono il vescovado. Il prelato riuscì però a fuggire per portarsi a Pirano e quindi a Venezia; da qui, il 19 ottobre, lanciò una seconda scomunica contro il podestà e i suoi fedeli. Rimase in laguna sino ai primi del 1299: il 7 gennaio era a Pisino (territorio di Parenzo) da dove scomunicò il nuovo podestà Marino Villono; rinnovò il provvedimento il 29 luglio successivo, mentre si trovava ad Orsera.
A questo punto si assistette a un nuovo intervento del patriarca di Aquileia che attaccò Orsera e imprigionò Bonifacio. Liberato, si portò a Pisino da dove supplicò l'aiuto di papa Bonifacio VIII. Il pontefice gli fu favorevole e il 7 maggio 1300 nell'aprile 1302 diede al vescovo l'autorizzazione a recuperare le proprietà della sua diocesi. Il conflitto con il patriarca, tuttavia, era ben lungi dal risolversi: il 2 giugno 1304 il metropolita gli chiedeva di giustificare la sostituzione dell'abate di San Michele Sottoterra e il 29 dicembre successivo lo chiamava a discolparsi dalle accuse mosse contro di lui dal clero di Parenzo. Il 10 agosto 1305, finalmente, Raimondo scomunicava Bonifacio che, a sua volta, scomunicava il proprio clero.
Morì tra questa data e l'8 giugno 1306, quando venne eletto il successore Giuliano Natale.
Nel 1301 è attestato quale vescovo di Parenzo un certo Bernardo, il che ha fatto credere che prima e dopo di questo ci fossero stati due vescovi Bonifacio omonimi. Questa ipotesi è stata negata da Francesco Babudri, che pensa piuttosto a un errore di scrittura, e comunque è smentita dalla documentazione: nella lettera inviata al papa nel 1301, Bonifacio ricordava come l'imperatore lo avesse investito della diocesi di Parenzo sin dal 1291. Un problema simile è sorto da due documenti del 1289 e del 1297 in cui si parla di un vescovo Ottone, mentre nello stesso periodo Bonifacio non viene mai citato; è possibile che le potenze in lotta contro di lui lo avessero sostituito, ma in mancanza di altri riscontri non si può dirlo con sicurezza.